# Chiara Pierobon
Chiara Pierobon, née le 21 janvier 1993 à Mirano et morte le 1er août 2015 à Ingolstadt, est une coureuse cycliste italienne. 

## Biographie

### Carrière
Chiara Pierobon grandit à Santa Maria di Sala, dans le quartier de Caselle de’ Ruffi. Elle commence le cyclisme dans les catégories jeunes. Elle fait partie du club dirigé par son père : le GS Cicli Bernardi de 2003 à 2004 puis de celui de Società Ciclistica Vecchia Fontana de 2005 à 2009,. En 2006, elle devient notamment championne d'Italie sur route minimes et en 2007 championne d'Italie minimes de la course aux points et de la vitesse.
En 2010, elle rejoint la section Avantec Artuso Breganze du Breganze Ciclo Club 96. L'année suivante, elle fait partie des clubs de GS Verso L’Iride Maccari Spumanti/SC Cadrezzate Guerciotti, où elle reste pour sa première année dans l'élite. 
Elle devient professionnelle en 2013 au sein de l'équipe Top Girls Fassa Bortolo. Elle participe notamment au Tour d'Italie. L'année suivante, elle continue à accumuler l'expérience sur des épreuves de Coupe du monde telle que le Tour des Flandres ou la Flèche wallonne. Elle est sélectionnée pour les championnats du monde en tant que remplaçante.
En 2015, elle se classe septième du Tour du Trentin puis trente-sixième du Tour d'Italie. 

### Décès
Le 1er août, alors qu'elle se rend avec son équipe au Tour de Bochum, elle subit un malaise soudain. L'encadrement de la formation lui administre les premiers secours avant qu'elle ne soit transportée par hélicoptère en quelques minutes à l'hôpital Ingolstadt. Celui-ci ne peut que constater le décès de la coureuse. Les médecins pensent à une embolie pulmonaire, mais les résultats de son autopsie démentent cette hypothèse. Les docteurs Cristina Basso et Gaetano Thiene de l'Université de Padoue qui ont pratiqué ces examens sont en mesure d'exclure toutes causes extérieures : Chiara est morte naturellement. L'arrêt cardiaque pourrait s'expliquer par des causes génétiques,,,.

## Palmarès sur route

### Classements mondiaux
| Année          | 2014 | 2015 |
| Classement UCI | 420e | 203e |